# Esfinge de granito de Taharqo

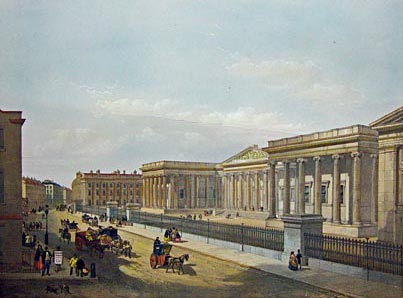
El Museo Británico en 1852.

La Esfinge de granito de Taharqo es una escultura en forma de esfinge creada durante la dinastía XXV de Egipto o Kushita, perteneciente al Tercer periodo intermedio de Egipto.
Es del estilo del arte egipcio con influencias kushitas, está construida en granito y tiene una altura de 40.6 centímetros y una longitud de 73.
Actualmente se encuentra conservada en el Museo Británico de Londres.

## Descripción
La estatua se denomina como una obra maestra del arte Kushita.
En 2010 fue elegida por el director del Museo Británico Neil MacGregor y la BBC Radio 4 como el vigésimo segundo objeto de Una historia del mundo en cien objetos.

## Hallazgo
La escultura procede del Templo T de Kawa, situado en Nubia Superior, (Sudán), y fue hallada en unas excavaciones dirigidas por el profesor-egiptólogo Francis Lllewellyn Griffith, (1862 – 1934). 

## Simbología
La escultura representa a Taharqo, Nefertumjura Taharqo, rey de la dinastía XXV de Egipto, o Kushita, cuyo reinado se data de ca. 690 a. C. a 664 a. C.;Manetón lo denominó Tarcos, comentando que reinó 18 años (Sexto Julio Africano), Eusebio de Cesarea lo llama Taracos (según Jorge Sincelo) o Saraco (versión armenia) asignándole veinte años de reinado, y además era hermano de Shabitko, el rey precedente, e hijo de Piye, rey Nubio de Napata que conquistó Egipto.

## Conservación
La pieza se exhibe de forma permanente en el Museo Británico, con el número de inventario EA 1770.